# 池田祐樹
池田 祐樹（Yuki Ikeda）、1979年10月15日 - ）は、東京都生まれ、東京都在住のプロのマウンテンバイクライダー。

## 略歴
1979年東京都西東京市生まれ。日本体育大学健康学科卒業。中学から大学まではバスケットボールをやっていた。米プロバスケットボール協会(NBA)入りを目指してアメリカ・コロラド州の大学に留学、大学のアウトドアスポーツ体験でマウンテンバイクに触れたのをきっかけにMTBに転身した。24歳で初めてレースに出場し、アメリカを中心に長距離と耐久レースに参加。20代半場からのプロ入りに今後を心配する関係者の声もあったが、数々の優勝経験を積む。2009年からTOPEAK-ERGONレーシングUSAチームに加わる。2011年に帰国。2010年-2016年の6年間連続で、MTBマラソン世界選手権日本代表として参加。MTBの長距離、耐久レースの国内第一人者とされる。妻はアスリートフード研究家の清子（さやこ）。2014年4月には練習環境を考慮して青梅市に転居。シングルスピード世界選手権の親善大使も務める。2017年現在もTOPEAK-ERGONレーシングUSAチームのメンバーを務める。

## 賞歴
- 2008年 スノーマス12時間ソロ 優勝[1]
- 2009年 ロッキーマウンテンウルトラ耐久シリーズ 優勝
- 2010年 MTBマラソン全米選手権ノンアメリカン部門 優勝
- 2011年 ブレックエピック3日間ステージレース 優勝
- 2012年 SDA Otaki Spring 100km 優勝
- 2013年 Breck Epic 6Day Duo 優勝
- 2014年 Telluride 100, Colorado USA 優勝[1]
- 2015年 アルパックアタック6日間ステージレース、アルゼンチン　全6ステージ優勝
- 2016年 ランブル・イン・ザ・ジャングル４日間ステージレース、スリランカ　総合優勝

## 特記事項
- 2015年10月11日に長野県白馬岩岳スノーフィールドで開催された、シングルスピードワールドチャンピオンシップ2015(SSWC)では、他の仮装ライダーに交じって青いドレスの女装で参加し、注目を集めた[3]。
- 2015年1月4日 21:00~22:50 NHK BS1 グレートレース「『世界をダイナミックに駆ける！』灼熱の大地を疾走せよ～オーストラリア700km～」出演。
- 2016年1月17日19:00~20:50 NHK BS1 グレートレース「大草原を疾走せよ〜モンゴル９００km〜」 出演。
- 2017年３月５日 19:00~20:50 NHK BS1 グレートレース「「ヒマラヤの自転車レース　天空を駆ける３３０ｋｍ」出演。